# Metten (gebedsstonde)
De metten (matutinae) maken deel uit van het getijdengebed in de Rooms-Katholieke Kerk en de orthodoxe kerken. Het woord 'metten' komt van het Latijnse woord 'matutinum', dat 'ochtend' betekent. De metten worden gebeden tussen zonsondergang en zonsopgang, meestal in de zeer vroege ochtend. Het aanvangstijdstip varieert van ongeveer 3:45 tot 6:15 uur. De vigilie ("wake") wordt meestal voor middernacht gebeden, de metten enkele uren erna. Zie de officiële boeken van de abdij van Solesmes.
De metten vormen het langste officie van het rooms-katholieke getijdengebed, en bestaan in hun oorspronkelijke versie uit twee nocturnen die elk bestaan uit zes psalmen en een langere lezing, de eerste uit de Bijbel, de tweede uit de kerkvaders. 's Zondags komt daar nog een nocturn van drie lofzangen uit het Oude Testament met een evangelielezing en het Te Deum bij. In veel kloosters worden de metten echter ingekort, waarbij de nocturnen over twee weken worden verdeeld (vandaar de uitdrukking 'korte metten maken'). In de standaard (lange) versie duren de metten op zijn minst anderhalf uur, meestal langer.
De Donkere Metten en Lauden, die plaats vonden tijdens de Goede Week, zijn in 1977 officieel afgeschaft.
De Brugse Metten, een volksopstand tegen het leger van Jacques de Châtillon op 18 mei 1302, begon met het luiden van de metten. De kerkklokken die luidden voor het eerste gebed, vormden het sein voor het begin van de opstand.